# وضوح (آلبوم کیم پتراس)
وضوح (به انگلیسی: Clarity) میکس‌تیپ آغازین و اولین پروژهٔ بلند توسط خواننده آلمانی کیم پتراس می‎‌باشد که در ۲۸ ژوئن ۲۰۱۹ منتشر شد. نه‌تا از ترانه‌های میکس‌تیپ مبتدا در آوریل ۲۰۱۹ از قبل منتشر شده بودند. این میکس‌تیپ توسط مید این چاینا، آرون جوزف، برندن هاملین، جاسیفر، الیور و بن بیلیونز تهیه شده‌است. وضوح از لحاظ موسیقیایی عناصر سینث-پاپ، بابل‌گام پاپ، هیپ هاپ، آراندبی معاصر، گلم راک و ایمو پاپ را در خود جای داده است. پتراس اظهار داشته است که این پروژه «سفر شخصی وی در طی ۲ سال گذشته» می‌باشد.